# تسل (موسل)
شهر تسل (به آلمانی: Zella-Mehlis) در ایالت راینلند-فالتز در کشور آلمان واقع شده‌است.